# Taggannona
Taggannona (Annona muricata) art i familjen kirimojaväxter. Arten förekommer naturligt i Centralamerika och Västindien.
Utbredningsområdet sträcker sig från Mexiko till regionen Guyana och till Bolivia. Arten ingår i skogar.
Frukten är ätlig och kan väga upp till 2,5 kg. Fruktköttet består av en ätbar vit pulpa och svarta oätliga frön. Den söta pulpan används till att göra både juice och godis, sorbet och olika sorters glass.
Frukten innehåller mycket kolhydrater, speciellt fruktos. Frukten innehåller också C-vitamin, B1-vitamin och B2-vitamin. Frukten, fröna och löven har även flera användningsområden som naturläkemedel hos urbefolkningen i regioner där frukten är vanlig.
För beståndet är inga hot kända. IUCN listar arten som livskraftig (LC).

## Synonymer
- Annona bonplandiana Kunth
- Annona cearensis Barb. Rodr.
- Annona macrocarpa Wercklé
- Annona muricata var. borinquensis Morales
- Guanabanus muricatus M. Gómez